# Vanessa Henke
Vanessa Henke (ur. 15 stycznia 1981) – niemiecka tenisistka.
Swoją karierę tenisową rozpoczęła w sierpniu 1997 roku, biorąc udział w turnieju ITF w niemieckim Paderborn. Wystąpiła tam w kwalifikacjach dzięki dzikiej karcie przyznanej przez organizatorów. Pomimo tego, że przegrała w decydującym o awansie do fazy głównej meczu i tak w niej zagrała jako tzw. lucky loser (szczęśliwy przegrany). Udział swój zakończyła na pierwszej rundzie. W 1998 roku kontynuowała grę w turniejach ITF a najlepszym jej rezultatem był ćwierćfinał gry pojedynczej w Rungsted w Danii, który przegrała z Maret Ani, oraz dwa półfinały w deblu. Pierwszy turniej wygrała w 1999 roku w Buchen, pokonując w finale rodaczkę Angelikę Bachmann. W sumie wygrała sześć turniejów singlowych i jedenaście deblowych rangi ITF.
W 1999 roku zagrała też po raz pierwszy (z dziką kartą) w kwalifikacjach do turnieju WTA w Hamburgu, w których wygrała pierwsza rundę ale przegrała drugą z Jeleną Diemientiewą. W następnym roku wzięła udział w eliminacjach do wielkoszlemowego US Open, ale odpadła w pierwszej rundzie, przegrywając z Ludmilą Cervanovą ze Słowacji. W listopadzie tego samego roku zagrała po raz pierwszy w karierze w turnieju głównym WTA, w Filadelfii, do którego przebiła się z kwalifikacji. W pierwszej rundzie przegrała jednak z Lisą Raymond. W 2001 roku, w parze z Australijką Bryanne Stewart, zagrała w US Open, dostając się do fazy głównej turnieju w grze podwójnej jako lucky loser; odpadła jednak już w pierwszej rundzie. W tym samym roku osiągnęła też, w parze z Czeszką Lenką Nemeckovą, finał debla w turnieju WTA w Wiedniu, który przegrała z parą argentyńską Paola Suárez / Patricia Tarabini.
W 2002 roku osiągnęła drugą rundę French Open, gdzie w parze z rodaczką Bianką Lamade, pokonały w pierwszej rundzie francuską parę Marion Bartoli i Tatiana Golovin. Jak się potem okazało, był to jej największy sukces w historii występów w Wielkim Szlemie i to zarówno w grze pojedynczej jak i deblowej. Później udało jej się zagrać jeszcze jeden raz w fazie głównej turnieju Australian Open, tym razem w parze z Brazylijką Marią Fernanda Alves, ale start zakończyła na pierwszej rundzie. W grze singlowej, pomimo wielokrotnych startów w eliminacjach do turniejów wielkoszlemowych, nie udało jej się nigdy wejść do fazy głównej. Najbliżej była w 2007 roku, w Australian Open, gdzie pokonała Yan Zi i Andę Perianu w pierwszych dwóch rundach, ale w decydującym o awansie meczu przegrała z Andreją Klepač. W 2008 roku osiągnęła po raz drugi w karierze finał gry podwójnej na turnieju w WTA w Budapeszcie, partnerując  Rumunce Raluce Olaru, ale ponownie przegrała, tym razem z parą Alizé Cornet i Janette Husárová.
Reprezentowała również swój kraj w Pucharze Federacji.

## Wygrane turnieje rangi ITF
| turnieje z pulą nagród 100 000 $ |
| turnieje z pulą nagród 75 000 $  |
| turnieje z pulą nagród 50 000 $  |
| turnieje z pulą nagród 25 000 $  |
| turnieje z pulą nagród 15 000 $  |
| turnieje z pulą nagród 10 000 $  |

### Gra pojedyncza
|    | Data       | Turniej   | Kat. | ($)    | Naw.     | Finalistka        | Wynik         |
| 1. | 07/03/1999 | Buchen    | ITF  | 10 000 | dywanowa | Angelika Bachmann | 2:6, 6:4, 6:2 |
| 2. | 23/05/1999 | Salzburg  | ITF  | 10 000 | ziemna   | Nicole Remis      | 6:7, 6:4, 6:4 |
| 3. | 25/03/2001 | Cholet    | ITF  | 10 000 | ziemna   | Sophie Erre       | 6:3, 6:3      |
| 4. | 21/03/2004 | Amiens    | ITF  | 10 000 | ziemna   | Virginie Razzano  | 7:6, 6:4      |
| 5. | 03/07/2005 | Vaihingen | ITF  | 25 000 | ziemna   | Kira Nagy         | 6:2, 0:6, 6:4 |
| 6. | 10/07/2005 | Darmstadt | ITF  | 25 000 | ziemna   | Eva Fislová       | 7:6, 6:1      |